# Taylor Phinney
Taylor Phinney (Boulder, Colorado, 1990. június 27. –) amerikai profi kerékpáros. Országúton és pályán egyaránt versenyzett. 2019-ben visszavonult a versenyzéstől.

## Eredményei pálya-kerékpározásban
| 2007 1., Amerikai pályakerékpáros bajnokság - Egyéni üldözőverseny 2008 1., Pályakerékpáros-világbajnokság - Egyéni üldözőverseny - Junior 1., Amerikai pályakerékpáros bajnokság - Egyéni üldözőverseny - Junior 1., Amerikai pályakerékpáros bajnokság - Csapat üldözőverseny - Junior 1., Amerikai pályakerékpáros bajnokság - 1000 méteres időfutam - U23 | 2009 1., Pályakerékpáros-világbajnokság - Egyéni üldözőverseny 1., Amerikai pályakerékpáros bajnokság - Egyéni üldözőverseny 1., Amerikai pályakerékpáros bajnokság - Csapat üldözőverseny 1., Amerikai pályakerékpáros bajnokság - Pontverseny 3., Pályakerékpáros-világbajnokság - 1000 méteres időfutam 2010 1., Pályakerékpáros-világbajnokság - Egyéni üldözőverseny 3., Pályakerékpáros-világbajnokság - Omnium |

## Eredményei országúti versenyzésben
| 2006 2., Amerikai országúti bajnokság - Időfutam - Junior 2007 1., Országúti-világbajnokság - Időfutam - Junior 1., összetettben - Tour de l'Abitibi - Junior 1., Prológ 1., 2. szakasz 2008 1., 3b szakasz - Tour du Pays de Vaud - Junior 3., Országúti-világbajnokság - Időfutam - Junior 2009 1., Prológ - Flèche du Sud 1. - Párizs–Roubaix - U23 5. - ZLM Tour 5. - Internationale Wielertrofee Jong Maar Moedig | 2010 1., Országúti-világbajnokság - Időfutam - U23 1., Amerikai országúti bajnokság - Időfutam 1., összetettben - Olympia’s Tour 1., Prológ 1., 1. szakasz 1., 2. szakasz 1., 6. szakasz 1., Prológ - Tour de l’Avenir 1. - Párizs–Roubaix - U23 1., Prológ - Tour of Utah 1., 3. szakasz - Tour of Utah 1., 4. szakasz - Tour of the Gila 2., összetettben - Triptyque des Monts et Châteaux 1., 2b szakasz 3., Országúti-világbajnokság - Mezőnyverseny - U23 8., Amerikai országúti bajnokság - Mezőnyverseny 2011 4., összetettben - Eneco Tour of Benelux 1., 1. szakasz |

## Grand Tour eredményei
| Grand Tour | 2011    | 2012 |
| ---------- | ------- | ---- |
| Giro       | -       |      |
| Tour       | -       |      |
| Vuelta     | feladta |      |